# Коралово
Коралово је измишљени подводни град у цртаном филму Сунђер Боб Коцкалоне. Има 538 становника.  места у граду су:
- Шкољка Сити — велики тржни центар
- Поља медуза — место на коме живе медузе
- Кофа са Помијама — ресторан брзе хране Шелдона Џеимса Планктона
- Код Кеба Крабе — ресторан брзе хране Евгенија Крабе
- Блатна лагуна — плажа
- главна улица Конч стрит
- Школа Вожње Госпође Пуфне — ауто школа
- Старачки Дом Последњи Трзај — старачки дом
- Затвор Коралова — централни затвор
- полицијска станица
- болница
- луксузни ресторан
- супермаркет
- продавница играчака
- депонија
- радио станица
- железничка станица
- споменик Баји Коцкалонеу и гробље.
- Локална телевизија - Телевизија Коралово

Коралово је град на дну мора. Поред њега налази се Камењарево, а затим Алгоград. Некада је имао 28 становника. Раније се звао Једноока Јаруга. У то време владао је страшан терор Једнооког. То је трајало све док у град није дошао Баја Коцкалоне и у двобоју поразио Једнооког. Подигнут му је споменик од злата који се из неког разлога много не чисти. 